# Jaime Dávalos
Jaime Dávalos (* 29. Januar 1921 in Salta; † 3. Dezember 1981 in Buenos Aires) war ein argentinischer Musiker und Schriftsteller. 
Dávalos war ein Sohn des Schriftstellers Juan Carlos Dávalos und dessen Ehefrau Celecia Elena. Er selbst hatte aus zwei Ehen sieben Kinder, die später alle künstlerische Berufe ergriffen. Seine Tochter Julia Elena verfasste die erste Biographie über ihren Vater. 
Acht Wochen vor seinem 61. Geburtstag starb Jaime Dávalos am 3. Dezember 1981 in Buenos Aires und fand dort auch seine letzte Ruhestätte. 

## Werke (Auswahl)
- Cantos rodados. 1974.
- Coplas al vino. 1987.
- Coplas y canciones. 1959.
- La estrella. 1967.
- El nombrador. Poemas. 1957.
- Rastro seco. 1947.
- Solalto. 1960.
- Toro viene el río. 1959.